# Recovery (Eminem)
Recovery (reso graficamente RECOVƎRY) è il settimo album in studio del rapper statunitense Eminem.
Recovery è stato confermato dall'etichetta discografica di Eminem, la Shady Records, il 5 marzo 2009 ed era stato inizialmente chiamato Relapse 2. Sarebbe dovuto uscire come secondo album pubblicato nel 2009, ma la sua uscita fu successivamente spostata al 2010. L'uscita del disco negli Stati Uniti e nel Regno Unito è stata il 21 giugno, mentre nel resto d'Europa è uscito il 18 giugno.
Eminem torna a un anno di distanza dalla pubblicazione di "Relapse" per il quale più volte, durante l'album, esprime insoddisfazione, tanto che lui stesso lo ha definito un album incompleto, poiché non era riuscito ad esprimere completamente il suo stato d'animo durante quel particolare periodo della sua vita. Recovery è stato l'album più venduto al mondo nel 2010.
A luglio 2011 la rivista Billboard rese nota la lista degli album più venduti negli USA nella prima parte del 2011, e Recovery si posizionò alla numero 16 con 517 000 copie.
La canzone "Won't Back Down" è stata utilizzata nel gioco "Call of Duty Black Ops" per un trailer e come seconda canzone nei titoli di coda.

## Descrizione

### Temi e argomenti
L'album mostra una specie di "cambiamento" da parte di Eminem che tratta vari argomenti, da come sia riuscito a superare la dipendenza da droghe, ai problemi con la sua ex-moglie Kim, all'amore per sua figlia Hailie, fino ad arrivare ad un tributo al suo migliore amico Proof, membro dei D12, ucciso nel 2006 durante una sparatoria all'esterno di un famoso night club di Detroit. In tal modo il rapper evidenzia in modo più ampio il suo lato sconosciuto, ovvero quello sentimentale e riflessivo, che aveva mostrato solo a tratti nei precedenti album. Tanto è vero che viene messo da parte, ma non scompare del tutto, il suo caratteristico senso dell'umorismo.

### Struttura dell'album
L'album, originariamente, doveva intitolarsi Relapse 2, idea poi abbandonata come spiegato dal cantante: "Avevo pianificato originariamente di pubblicare Relapse 2 lo scorso anno. Ma siccome ho continuato a registrare e a lavorare con nuovi produttori, l'idea di un seguito a Relapse ha cominciato a perdere progressivamente di significato, e ho voluto fare un album completamente nuovo. La musica di Recovery è uscita molto diversa da Relapse, e penso meriti il suo titolo."
L'album è privo dei famosi "skit" che lo avevano sempre accompagnato in ogni suo precedente album, ad eccezione di Infinite. Di conseguenza l'album è composto da 16 tracce, una ghost track, e due altre tracce pubblicate solo nella versione Deluxe pubblicata e scaricabile unicamente su iTunes. L'album comprende inoltre collaborazioni inedite come quelle con Rihanna in Love the Way You Lie, con Pink in Won't Back Down e con Lil Wayne in No Love.

## Produzione e accoglienza
Per Recovery Eminem ha deciso di scegliere diversi produttori, tra cui DJ Khalil, Boi-1-da, Jim Jonsin e Just Blaze, oltre al suo mentore. Dr. Dre che finora aveva curato da solo la produzione dei precedenti album a partire da The Slim Shady LP.
L'album ha esordito alla posizione numero 6 della classifica italiana degli album più venduti, stilata dalla Federazione Industria Musicale Italiana. Recovery ha debuttato alla numero uno della Billboard 200, vendendo 741 000 copie nella prima settimana di pubblicazione. Questo è il sesto album consecutivo di Eminem che si piazza direttamente al primo posto negli Stati Uniti, infatti soltanto The Slim Shady LP del 1999 non è riuscito in questa impresa, fermandosi al secondo posto. Inoltre c'è stato un record anche per quanto riguarda le vendite digitali di Recovery, con 225 000 download digitali, il che rende quest'album il secondo album in formato digitale più venduto nella storia, dietro ai 288 000 download dei Coldplay con Viva la Vida or Death and All His Friends.
62 settimane dopo l'album era ancora in classifica nella Billboard 200.
A maggio 2011, l'album viene premiato ai Billboard Music Awards nelle categorie Top Billboard 200 Album e Top Rap Album.

## Premi e riconoscimenti
- L'album ha fatto vincere a Eminem ben 2 Grammy Awards nel febbraio 2011: uno per Best Rap Album e il secondo per il singolo Not Afraid come Best Rap Solo Performance.

## Tracce
Versione originale
1. Cold Wind Blows – 5:03 (Mathers, Khalil Abdul-Rahman, Chin Injeti, Kobe Honeycutt)
2. Talkin' 2 Myself (feat. Kobe) – 5:00
3. On Fire – 3:33 (Mathers, Denaun Porter, C. Wilson, L. Wilson, R. Wilson)
4. Won't Back Down (feat. Pink) – 4:25 (Mathers, Khalil Abdul-Rahman, Erik Alcock, Liz Rodrigues, Columbus Smith (Rahki))
5. W.T.P. – 3:58 (Mathers, Luis Resto, D. Chin-Quee, J. Gilbert)
6. Going Through Changes – 4:58 (Mathers, E. Heynie, Ozzy Osbourne, Tony Iommi, Bill Ward, Geezer Butler)
7. Not Afraid – 4:08 (Mathers, Resto, Matthew Samuels, J. Evans, Matthew Burnett)
8. Seduction – 4:35 (Mathers, Samuels, Burnett, Sly Jordan)
9. No Love (feat. Lil Wayne) – 4:59 (Mathers, Dwayne Michael Carter Jr., Smith, Dee Dee Halligan, Junior Torello)
10. Space Bound – 4:38 (Mathers, James Scheffer, Steve McEwan)
11. Cinderella Man – 4:38 (Mathers)
12. 25 to Life – 4:01 (Mathers, Rahman, Liz Rodrigues, Danny Tannenbaum)
13. So Bad – 5:25 (Mathers, Andre Young, Mark Batson, Dawaun Parker, Trevor Lawrence, S. Cruse, Nick Brongers)
14. Almost Famous – 4:52 (Mathers, Khalil Abdul-Rahman, Liz Rodrigues, Erik Alcock, Chin Injeti, Tannenbaum)
15. Love the Way You Lie (feat. Rihanna) – 4:23 (Mathers, Alexander Grant, Holly Hafermann)
16. You're Never Over – 5:05 (Mathers, Smith, Mike Mainieri Jr., Gerard McMahon)
17. Untitled (traccia fantasma) – 3:14 (Mathers, Kejuan Muchita, M. Crawford, John Medora, David White)

Durata totale: 76:55
Versione deluxe sull'iTunes Store
1. Ridaz – 4:59 (Mathers, Young)
2. Session One (feat. Slaughterhouse) – 4:28 (Mathers, Ryan Montgomery, Joell Ortiz, Dominick Wickliffe, Smith)
3. Not Afraid (video musicale) – 4:19 (Mathers, Resto, Matthew Samuels, J. Evans, Matthew Burnett)

## Formazione
- Eminem - rapping, voce
- Chin Injeti - basso, chitarra
- Mike Strange - basso, chitarra, chitarra acustica, tastiere
- Dwayne Chin-Quee - batteria
- Matthew Samuels - batteria
- Erik Alcock - chitarra
- Sean Cruse - chitarra
- Daniel Seeff - chitarra
- Steve McEwan - chitarra, cori
- Mark Batson - tastiere
- Jim Jonsin - tastiere
- Danny Keyz - tastiere
- Trevor Lawrence - tastiere
- Danny Morris - tastiere
- Dawaun Parker - tastiere
- Luis Resto - tastiere
- Columbus Smith - tastier
- Sly Jordan - sassofono, cori
- Nikki Grier - cori
- Liz Rodrigues - cori
- Kip Blackshire - cori
- Kristen Ashley Cole - cori
- Terry Dexter - cori
- Christal Garrick - cori
- Rich King - cori

## Singoli
1. Not Afraid (2010)
2. Love the Way You Lie (2010)
3. No Love (2010)
4. Space Bound (2011)

## Classifiche

### Classifiche settimanali
| Classifica (2010) | Posizione massima |
| ----------------- | ----------------- |
| Australia         | 1                 |
| Austria           | 1                 |
| Belgio (Fiandre)  | 1                 |
| Belgio (Vallonia) | 1                 |
| Canada            | 1                 |
| Danimarca         | 1                 |
| Europa            | 1                 |
| Finlandia         | 1                 |
| Francia           | 1                 |
| Germania          | 1                 |
| Grecia            | 1                 |
| Irlanda           | 1                 |
| Italia            | 1                 |
| Messico           | 1                 |
| Norvegia          | 1                 |
| Nuova Zelanda     | 1                 |
| Paesi Bassi       | 1                 |
| Regno Unito       | 1                 |
| Spagna            | 1                 |
| Stati Uniti       | 1                 |
| Svezia            | 1                 |
| Svizzera          | 1                 |

### Classifiche di fine anno
| Classifica (2010) | Posizione |
| ----------------- | --------- |
| Australia         | 3         |
| Canada            | 1         |
| Danimarca         | 12        |
| Europa            | 4         |
| Islanda           | 82        |
| Regno Unito       | 9         |
| Stati Uniti       | 2         |
| Classifica (2011) | Posizione |
| Australia         | 45        |
| Stati Uniti       | 13        |
| Classifica (2012) | Posizione |
| Stati Uniti       | 103       |
| Classifica (2013) | Posizione |
| Stati Uniti       | 199       |
| Classifica (2015) | Posizione |
| Stati Uniti       | 175       |
| Classifica (2016) | Posizione |
| Stati Uniti       | 148       |
| Classifica (2017) | Posizione |
| Stati Uniti       | 168       |